# Céline Weber

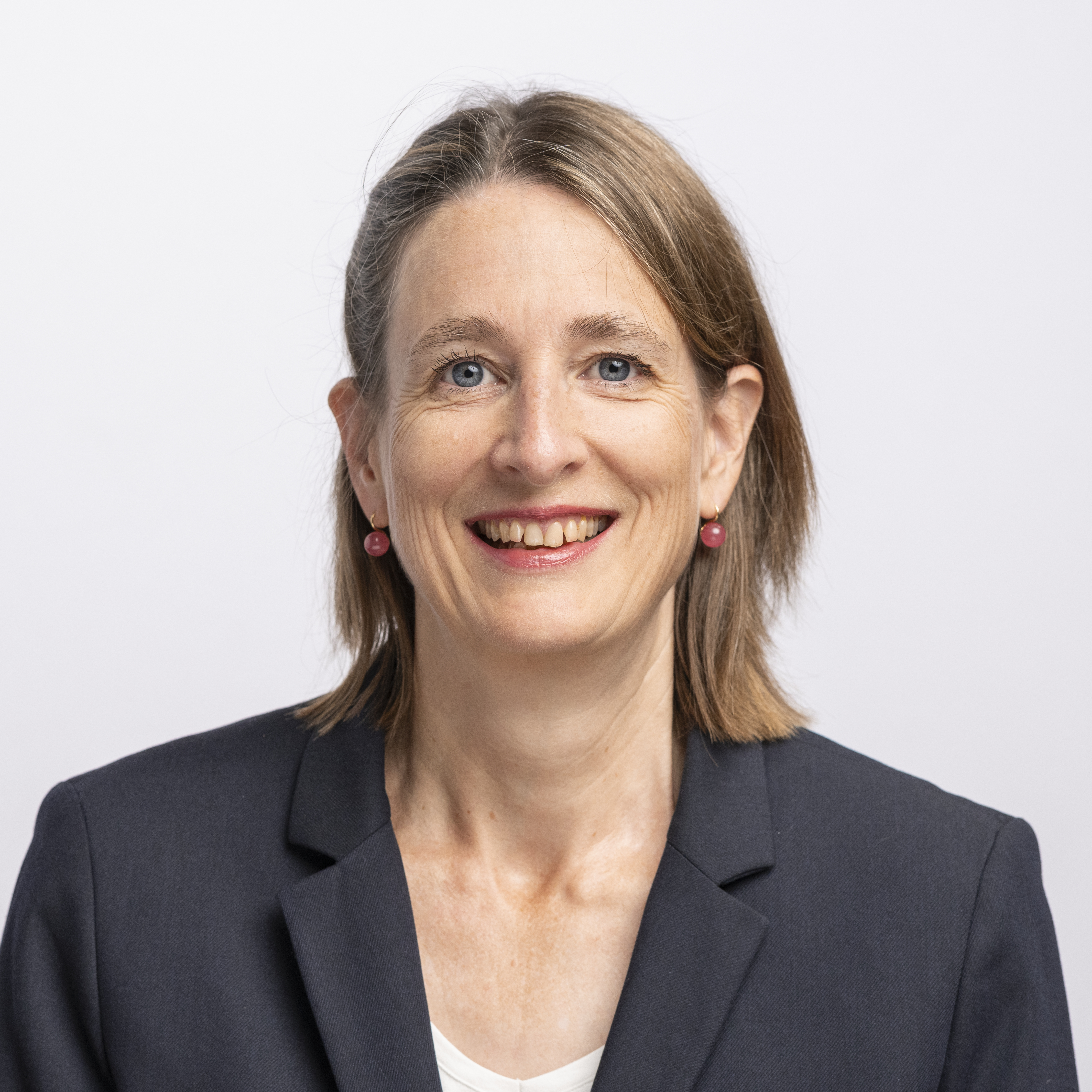
Céline Weber (2023)

Céline Weber (* 22. August 1974 in Chêne-Bougeries) ist eine Schweizer Politikerin der Grünliberalen Partei (GLP).

## Leben
Weber promovierte an der Eidgenössischen Technischen Hochschule Lausanne (EPFL) in Maschinenbau über Fernwärme und erhielt ein Stipendium des Schweizerischen Nationalfonds zur Förderung der wissenschaftlichen Forschung. 2001–2002 forschte sie zunächst an der Universität Tokio und an der Universität London über grüne Technologien und arbeitete dann als Energieberaterin.
Seit dem 29. November 2021 gehört sie dem Nationalrat an, wo sie die zurückgetretene Isabelle Chevalley ersetzte.

## Publikationen
- Multi-objective design and optimization of district energy systems including polygeneration energy conversion technologies. 2007, doi:10.5075/epfl-thesis-4018.
- mit Steven Kraines, Michihisa Koyama, Toshiharu Ikaga, Tomoyuki Chikamoto, David Wallace, Hiroshi Komiyama: A collaborative platform for sustainable building design based on model integration over the internet. In: International Journal of Environmental Technology and Management. Band 5, Nr. 2/3, 2005, S. 135, doi:10.1504/ijetm.2005.006847.
- mit Michihisa Koyama, Steven Kraines: CO2-emissions reduction potential and costs of a decentralized energy system for providing electricity, cooling and heating in an office-building in Tokyo. In: Energy. Band 31, Nr. 14, November 2006, S. 3041–3061, doi:10.1016/j.energy.2005.12.003.
- mit Daniel Favrat: Conventional and advanced CO2 based district energy systems. In: Energy. Band 35, Nr. 12, Dezember 2010, S. 5070–5081, doi:10.1016/j.energy.2010.08.008.
- Multi-Objective Design and Optimisation of Urban Energy Systems. In: Energy Systems Engineering (= Process Systems Engineering). 2008 (online auf epfl.ch [abgerufen am 26. Februar 2023]).